# HD208139
HD208139 — хімічно пекулярна зоря спектрального класу A5, що має видиму зоряну величину в смузі V приблизно  7,6.
Вона  розташована на відстані близько 300,3 світлових років від Сонця.